# Sintocephalus alticeps
Sintocephalus alticeps è un terapside estinto, appartenente ai dicinodonti. Visse nel Permiano superiore (circa 259 - 254 milioni di anni fa) e i suoi resti fossili sono stati ritrovati in Sudafrica.

## Descrizione
Questo animale doveva essere di medie dimensioni se rapportato ad altri dicinodonti del Permiano, e poteva raggiungere il metro di lunghezza. Era dotato, come tutti i suoi simili, di un robusto becco simile a quello di una tartaruga, che nell'animale in vita era verosimilmente provvisto di un rivestimento di cheratina. Dietro a questo becco, nella mascella superiore, erano presenti due zanne leggermente ricurve simili a canini. 
Sintocephalus si differenziava da ogni altro dicinodonte noto nell'avere una regione dell'arcata temporale ispessita immediatamente dopo la barra postorbitale, con un margine ventrale convesso in vista laterale. Altre caratteristiche di Sintocephalus includono le orbite particolarmente grandi, un muso molto inclinato all'ingiù e una larga regione intertemporale. Il margine laterale delle zone di inserzione del muscolo adduttore non si sovrapponevano sulla linea mediana intertemporale. 

## Classificazione
Sintocephalus è un membro piuttosto derivato dei dicinodonti, il grande gruppo di terapsidi dalle abitudini erbivore, diffusi tra il Permiano e il Triassico; in particolare, sembra che Sintocephalus fosse in una posizione intermedia tra Gordonia e Dicynodon (Kammerer et al., 2013). 
I primi fossili di questo animale vennero scoperti nella zona di Oudeberg in Sudafrica e vennero descritti da Broom e Haughton nel 1913; inizialmente i fossili vennero attribuiti a una nuova specie del genere Dicynodon (D. alticeps), e solo in seguito van Hoepen, nel 1934, istituì il genere Sintocephalus per questa specie. A lungo confuso con Dicynodon, il genere Sintocephalus venne riconsiderato valido grazie a uno studio di Kammerer e colleghi del 2011. 